# Ilha Herschel
A ilha Herschel (em inglês:  Herschel Island, línguas inuit: Qikiqtaruk) é uma ilha no mar de Beaufort (parte do Oceano Ártico), que fica a 5 km (3,1 milhas) da costa setentrional do Yukon, no noroeste do Canadá, do qual administrativamente faz parte. É o ponto mais setentrional do Yukon.
O primeiro europeu a avistar a ilha foi o explorador Sir John Franklin, que aí chegou em 1826 e lhe deu o nome do seu amigo, o cientista inglês Sir John Herschel. Aquando das explorações de Franklin havia três localidades Inuvialuit na ilha Herschel.
O clima da ilha Herschel apresenta longos invernos seguidos por curtos mas intensos verões com ventos dominantes fortes todo o ano. Julho é o mês mais quente, com temperatura média de 7,4°C e média da máxima diurna de 12,8°C, podendo atingir 30°C. Janeiro apresenta temperaturas médias de -27°C a -30°C, mas já se registaram -50°C.
A ilha Herschel integra-se na ecorregião Yukon Coastal Plain, cuja vegetação é descrita como de tundra ártica, com cobertura do solo contínua, mas sem árvores. Há mais de 2000 espécies de plantas na ilha Herschel, numa diversidade de habitats. A ilha tem relevo suave, sendo vegetada por herbáceas como a Eriophorum, pequenos arbustos e flores silvestres.
Entre finais de junho e inícios de agosto, a ilha Herschel vive uma explosão de cores. O seu clima húmido marítimo durante a estação de crescimento das plantas impulsiona um rápido desenvolvimento de flores da tundra como ervilhaca, pedicularis, tremoço, arnica e miosótis.
O "Herschel Island Territorial Park", em conjunto com o Parque Nacional Ivvavik e o Parque Nacional Vuntut (ambos na parte continental do Yukon) pode ser o próximo local apresentado pelo Canadá para uma candidatura a Património Mundial da UNESCO, nas categorias de património natural e cultural.